# Гизехские головы
«Гизехские головы» — это группа скульптурных памятников, найденных в некрополе Гизы и относящихся к периоду правления IV династии фараонов Древнего Египта. Гизехские головы выполнены в почти натуральную величину, без традиционной раскраски, характерных для известняковых портретов и ритуальных изображений.
Вероятно, они служили моделями, отражающего портретные черты усопшего, над статуями которого работал мастер. Гизехские головы лишены обязательных атрибутов погребального изображения — платка-клафта, парика, символических украшений. Предположение об их вспомогательной роли подтверждается наличием на некоторых из них пометок мастера. По завершении работы над гробницей в неё вместе с каноническими изображениями помещались и головы-модели, что позволяло считать гизехские головы архаической разновидностью скульптурного портрета в искусстве Древнего Египта